# ژاکوب برونوفسکی
ژاکوب برونوفسکی (زاده ۱۸ ژانویه ۱۹۰۸ – درگذشته ۲۲ اوت ۱۹۷۴) یک ریاضی‌دان و فیلسوف لهستانی-بریتانیایی بود. او بیشتر به دلیل ترویج رویکرد انسان‌گرایانه به علم و به‌عنوان مجری و نویسندۀ مجموعۀ سیزده قسمتی مستند تلویزیونی بی‌بی‌سی در سال ۱۹۷۳ و کتاب همراه آن، عروج انسان، شهرت دارد.

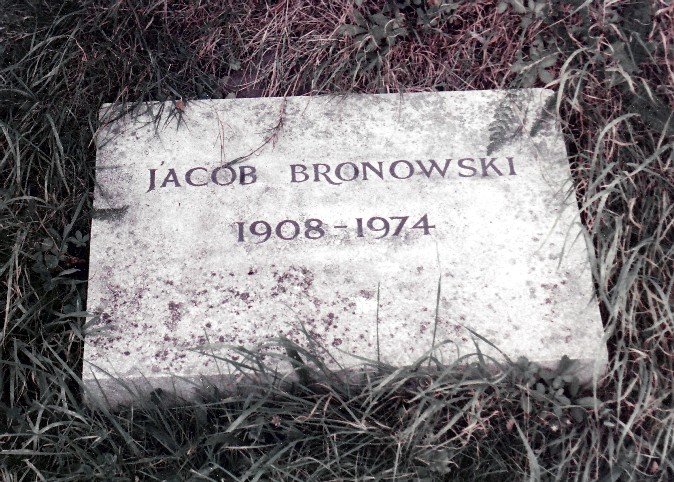
مزار ژاکوب برونوفسکی در گورستان هایگیت لندن